# 鄭芝溶文学賞
鄭芝溶文学賞（チョンジヨンぶんがくしょう）は、韓国の文学賞。

## 概説
鄭芝溶の詩文学の功績を称え、芝溶会が毎年、優れた作品性と朗読に適合する詩を選定する。
受賞者には1,000万ウォンの賞金と賞杯が贈呈、専門誌『詩と詩学(시와시학)』 (詩と詩学社)に特集記事として掲載される。

## 受賞者
| 回     | 受賞作               | 受賞作 (日本語訳)    | 作者   | 受賞年        |
| ------ | -------------------- | -------------------- | ------ | ------------- |
| 第1回  | 書翰體               | 書翰体               | 朴斗鎮 | 1989年        |
| 第2回  | 海邊가의 무덤        | 海辺の墓             | 金光均 | 1990年5月15日 |
| 第3回  | 작은 戀歌            | 小さな恋歌           | 朴正萬 | 1991年5月15日 |
| 第4回  | 龜龍寺詩篇. 겨울노래 | 亀龍寺詩篇．冬の歌   | 呉世栄 | 1992年5月15日 |
| 第5回  | 石榴                 | 石榴                 | 이가림 | 1993年5月15日 |
| 第6回  | 큰 노래              | 大きな歌             | 이성선 | 1994年5月15日 |
| 第7回  | 昇天                 | 昇天                 | 이수익 | 1995年5月15日 |
| 第8回  | 마음의 고향.6 -初雪  | 心の故郷．6-初雪     | 李時英 | 1996年5月15日 |
| 第9回  | 白頭山 天池          | 白頭山天池           | 呉鐸蕃 | 1997年5月15日 |
| 第10回 | 세한도 가는 길       | 歲寒図へ行く道       | 柳岸津 | 1998年5月15日 |
| 第11回 | 눈내리는 대숲 가에서 | 雪の降る森のふもとで | 宋秀権 | 1999年5月15日 |
| 第12回 | 하늘의 그물          | 天の網               | 鄭浩承 | 2000年5月15日 |
| 第13回 | 등신불               | 等身仏               | 金鐘鉄 | 2001年5月15日 |
| 第14回 | 白鶴峰.1             | 白鶴峰．1            | 金芝河 | 2002年5月15日 |
| 第15回 | 낙산사 가는길 3      | 洛山寺へ行く道 3     | 유경환 | 2003年5月15日 |
| 第16回 | 돌아가는 길          | 帰り道               | 文貞姫 | 2004年5月1日  |
| 第17回 | 세한도               | 歲寒図               | 유자효 | 2005年5月3日  |
| 第18回 | 너를 사랑한다        | お前を愛している     | 姜恩喬 | 2006年5月8日  |
| 第19回 | 아득한 성자          | 遙かなる聖者         | 조오현 | 2007年4月25日 |
| 第20回 | 마음 화상            | 心の絵               | 金初蕙 | 2008年4月17日 |
| 第21回 | 바이올린 켜는 여자   | バイオリンを弾く女   | 都鐘煥 | 2009年4月23日 |
| 第22回 | 발견의 기쁨          | 発見の喜び           | 이동순 | 2010年4月23日 |
| 第23回 | 백제시               | 百済詩               | 문효치 | 2011年4月28日 |
| 第24回 | 옥상의 가을          | 屋上の秋             | 이상국 | 2012年4月25日 |
| 第25回 | 그리운 나무          | 懐かしい木           | 정희성 | 2013年4月24日 |